# Peter Gansser
Peter „Reto“ Gansser ist ein früherer deutscher Skeletonsportler.
Reto Gansser gehörte in den 1970er Jahren zu den Stars der Cresta-Rennen. Auf der Kombinierten Kunsteisbahn am Königssee konnte er 1972 vor Heinrich Platzer und Rudi Häusler den Titel bei den Deutschen Meisterschaften erringen. Zudem wurde er hinter Platzer bei den Bayerischen Meisterschaften Zweiter.